# (1320) Impala
(1320) Impala es un asteroide perteneciente al cinturón de asteroides descubierto por Cyril V. Jackson el 13 de mayo de 1934 desde el observatorio Union de Johannesburgo, República Sudaficana.

## Designación y nombre
Impala fue designado al principio como 1934 JG.
Más tarde se nombró por los impalas, un tipo de antílope africano.

## Características orbitales
Impala está situado a una distancia media de 2,992 ua del Sol, pudiendo acercarse hasta 2,302 ua y alejarse hasta 3,682 ua. Tiene una excentricidad de 0,2306 y una inclinación orbital de 19,82°. Emplea 1890 días en completar una órbita alrededor del Sol.